# دهستان بشاریات غربی
دهستان بشاریات غربی نام دهستانی در بخش بشاریات شهرستان آبیک، استان قزوین در ایران است. براساس سرشماری مرکز آمار ایران در سال ۱۳۸۵، جمعیت آن ۱۰۵۵۶ نفر (۲۵۶۶ خانوار) بوده‌است.